# Cuacuilcingo
Cuacuilcingo är en ort i Mexiko.   Den ligger i kommunen Zautla och delstaten Puebla, i den sydöstra delen av landet, 160 km öster om huvudstaden Mexico City. Cuacuilcingo ligger 1 983 meter över havet och antalet invånare är 138.
Terrängen runt Cuacuilcingo är huvudsakligen kuperad, men västerut är den bergig. Cuacuilcingo ligger nere i en dal. Runt Cuacuilcingo är det ganska tätbefolkat, med 65 invånare per kvadratkilometer. Närmaste större samhälle är Zaragoza, 13,2 km öster om Cuacuilcingo. I omgivningarna runt Cuacuilcingo växer huvudsakligen savannskog.